# 후세인 비슈체비치
후세인 비슈체비치(Husejin Biščević, 1884년 7월 28일 ~ 몰년 미상)은 보스니아 헤르체고비나의 군인이다. 육군 장교 출신이며 제2차 세계 대전 시기에는 독일의 무장친위대 제13무장산악사단 한트샤르에서 복무했다.